# XF-87 (航空機)
XA-43
XP-87 / XF-87 ブラックホーク
飛行するXF-87-CU 41-59600号機
(1948年撮影)
- 用途：戦闘機
- 分類：要撃戦闘機
- 製造者：カーチス・ライト
- 運用者： アメリカ空軍（予定）
- 初飛行：1948年3月1日
- 生産数：2機
- 退役：1948年10月10日（開発中止）
- 運用状況：未就役
- ユニットコスト：1,130万米ドル

XF-87 ブラックホーク（Curtiss-Wright XF-87 Blackhawk ）は 、アメリカ合衆国のカーチス・ライトが試作した夜間・全天候型邀撃戦闘機。飛行性能が競作機より劣っていたため、採用されなかった。カーチス・ライトが開発した最後の戦闘機である。
愛称の「ブラックホーク (Blackhawk)」は、アメリカインディアンのソーク族首長の意である。1948年の命名規則の変更により、XP-87 ブラックホークより変更された。カーチス・ライトの社内名称はCW-29。

## 概要
本機は当初、ジェット攻撃機XA-43として第二次世界大戦中に設計されていたものであった。1945年2月にアメリカ陸軍航空軍がP-61の後継となる夜間・全天候型戦闘機を要求すると、それに合わせて設計に変更が加えられ、夜間戦闘機としてXP-87の開発が開始された。なお、XA-43は1945年11月に開発中止となっている。
直線翼の複座ジェット戦闘機であり、4発機であり、エンジンは2基を一まとめにし主翼の中ほどに装備している。水平尾翼の位置は、垂直尾翼の中ほどにあり、座席の配置はパイロットとレーダー手のサイドバイサイドとなっている。武装は、機首に20mm機銃4門と尾部に12.7mm機銃2門を装備する計画であった。当初案には20mm機銃4門を機首の旋回機銃とする案もあった。
XP-87は1947年8月に完成し、初飛行はミューロック乾湖で1948年3月5日に行われた。1948年6月に名称はXF-87へ変更され、戦闘機型のF-87Aが57機、写真偵察機型のRF-87Aが30機発注されている。F-87Aでは、エンジンをGE J34（推力：1.3t）からJ47（推力：3.2t）に変更する予定であった。しかし、エンジンは出力不足であり、運動性等の評価も芳しくなく、P-61の更新機としてはノースロップF-89が採用されたため、本機の開発は同年10月10日に中止となり、2機の試作機はともにスクラップとして処分された。

## 各型
XA-43
当初開発予定の攻撃機。実機制作の前に戦闘機計画へ転用され、開発中止となった。
XF-87
試作機。2機製造。当初名称、XP-87。
F-87A
戦闘機型。57機の量産発注のみで、実機は無い。
RF-87A
写真偵察機型。30機の量産発注のみで、実機は無い。

## 要目
概要
- 乗員：2名（パイロット、通信士）
- 総生産数：2機

寸法
- 全長：62 ft 0 in (18.9 m)
- 全幅：60 ft 0 in (18.3 m)
- 全高：20 ft 4 in (6.2 m)
- 翼面積：55.7 m2（600 ft2）

重量
- 空虚重量：25,930 lb (11,760 kg)
- 最大離陸重量：49,900 lb (22,600 kg)

動力
- エンジン：Westinghouse XJ34-WE-7 ターボジェットエンジン × 4
- 推力：3,000 lbf (13 kN)

性能
- 最大速度：600 mph (970 km/h)
- 航続距離：1000 miles (1,600 km)
- 実用上昇限度：41,000 ft (12,500 m)
- 馬力荷重：0.12

武装
- 固定武装：20mm機関砲 × 4、12.7mm機銃 × 2（計画のみ）